# 與座岳分屯基地
与座岳分屯基地（日语：／ Yozadake Sub Base）是日本航空自衛隊那霸基地的分屯基地，位于冲绳县糸满市与座1780，駐有第56警戒群，分屯基地司令由第56警戒群司令兼任。

## 部署部隊
- 第56警戒群 - 2011年（平成23年）度末起開始使用J/FPS-5警戒管制雷达。